# Max-Josef-Stift

Heutiges Gebäude des Max-Josef-Stifts in der Mühlbaurstraße

Südwestliche rückwärtige Gesamtansicht

Das Max-Josef-Stift (früher: Max-Joseph-Stift, Maximilians-Stift) liegt im Münchner Stadtteil Bogenhausen. Gegründet 1813, ist es das zweitälteste Münchner Gymnasium und die erste Schule in Bayern, die Mädchen eine höhere Schulbildung ermöglichte. Es ist eines der zwei staatlichen Mädchengymnasien in Bayern. Das konfessionsfreie Max-Josef-Stift verfügt über ein Internat und bietet auch eine Ganztagsbetreuung an.

## Lage
Der heutige Campus der Schule liegt in einem eigenen weiträumigen Areal im Zentrum von München, an der Mühlbaurstr. 15 im Münchner Stadtteil Bogenhausen. Er umfasst neben dem altehrwürdigen Hauptgebäude einen modernen Neubau mit Aula und naturwissenschaftlichem Trakt, ferner das Internatsgebäude und das Sportareal. Das Max-Josef-Stift verfügt über zwei Pausenhöfe: einen großen Rosengarten mit Brunnen, Bäumen und Arkaden sowie ein modern gestaltetes Atrium. Im Rahmen eines Schülerprojektes wurde zudem ein Areal mit Teich, naturnahen Sitzgelegenheiten und Slackline angelegt. 

## Zweige

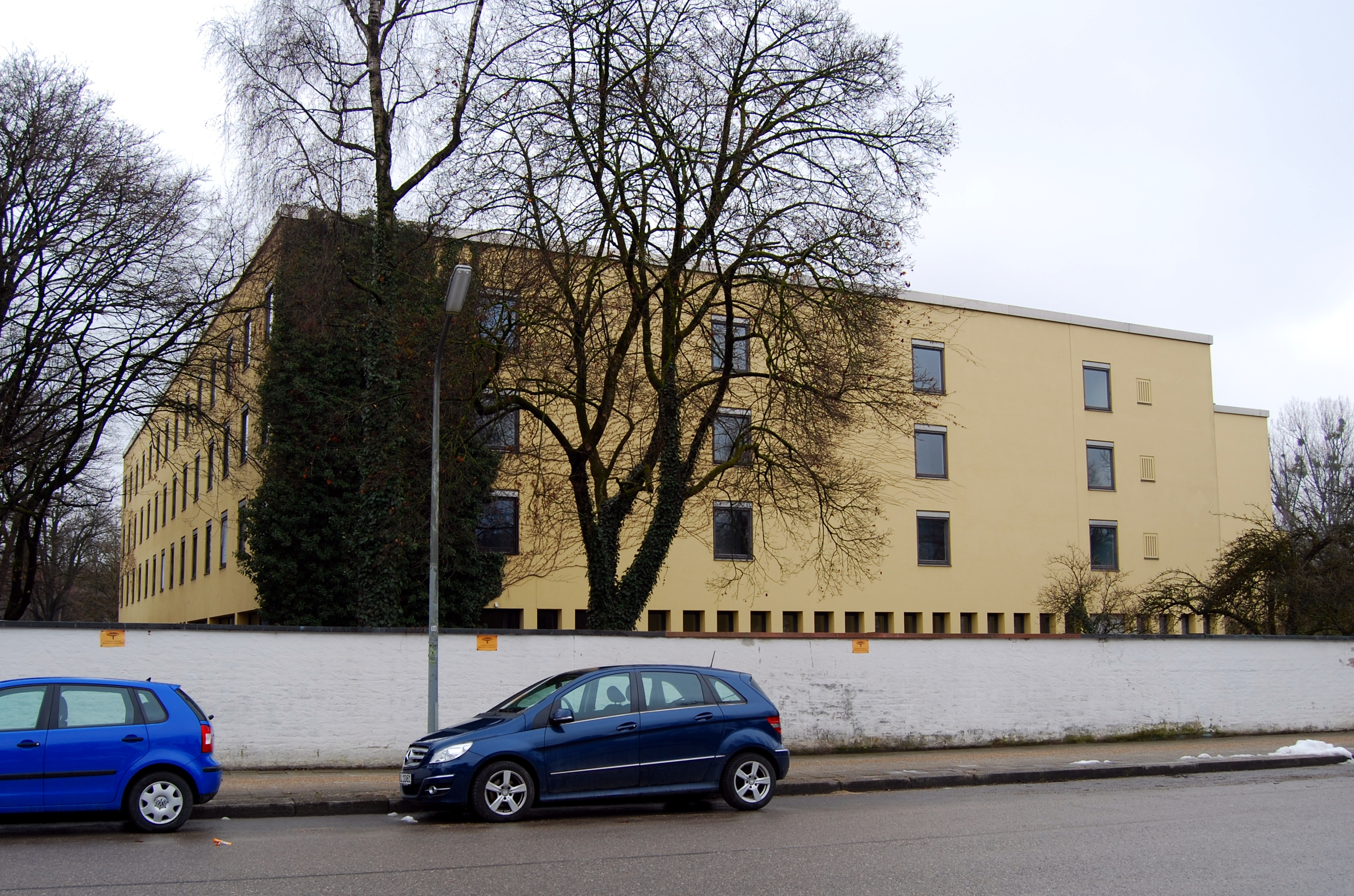
Gebäude des Internats

Das Max-Josef-Stift bietet zwei Fachrichtungen an: den sprachlichen und den musischen Zweig. 2014 wurde zudem eine Theater- und Filmklasse eingerichtet.

### Der sprachliche Zweig
- Sprachenfolge: Im sprachlichen Zweig kann zwischen der Sprachenfolge Englisch-Latein-Französisch und Latein-Englisch-Französisch gewählt werden.
- Austausch- und Fahrtenprogramm: Zur Vertiefung ihrer sprachlichen sowie landeskundlichen Kenntnisse können die Schülerinnen an einer Englandfahrt (9. Klasse) teilnehmen, einem Schüleraustausch mit der Schule der französischen Ehrenlegion in Saint-Denis (Qualifizierungsphase 11) sowie einer Studienreise nach Straßburg für die Französischkurse (10. Klasse). Zudem fanden in der Vergangenheit mehrfach Studienreisen nach Irland statt.
- Als Ergänzung des regulären Sprachunterrichtes werden (abhängig von der Nachfrage) Wahlkurse in Italienisch und Spanisch angeboten.

### Der musische Zweig
- Sprachenfolge: Im musischen Zweig kann zwischen der Sprachenfolge Englisch-Latein und Latein-Englisch gewählt werden, zudem kann ab der 10. oder 11. Jahrgangsstufe (G8 oder G9) Latein durch Französisch als spätbeginnende Fremdsprache ersetzt werden.
- Zielsetzung: Ziel dieser Ausbildungsrichtung ist eine Förderung aller musischen Neigungen der Schülerinnen, wozu neben der Musik auch die Künste und die Literatur gehören. Musik ist ab der 5. Jahrgangsstufe Kernfach. Die Schülerinnen erlernen ein Instrument ihrer Wahl, wobei sie den kostenlosen Instrumentalunterricht an der Schule wahrnehmen können.
- Musikalische Aktivitäten: Alle Schülerinnen können im Rahmen von Wahlkursen an den schuleigenen musikalischen Ensembles mitwirken, zu denen diverse Chöre, das Sinfonieorchester, verschiedenen kammermusikalische Gruppen und die Schulband gehören. Ferner können Kurse in Komposition und in Tontechnik belegt werden. Zu den regelmäßigen Aufführungen zählen das Weihnachts- wie das Sommerkonzert, diverse Klassenkonzerte sowie Kammermusikkonzerte. Die Schülerinnen wirken aber auch jenseits dieser Konzerte an diversen öffentlichen Auftritten mit.
- Zudem finden jährlich musikalische Probentage in Kloster Ensdorf statt.

### Die Theater- und Filmklasse
Diese Klasse erhält in der 5. und 6. Jahrgangsstufe Unterricht im Fach Theater und Film, wozu praktisches, körperliches Spiel ebenso gehört wie die Entwicklung eines Verständnisses für filmisches Sehen und erste eigene filmische Versuche. Ziel sind die Stärkung der Selbstkompetenz, sozialer und kommunikativer Fähigkeiten sowie die ästhetische Bildung. Im Anschluss an den Theater- und Filmunterricht in der 5. und 6. Jahrgangsstufe besteht die Möglichkeit der Teilnahme an Theater- und Filmworkshops, Theaterprojekten sowie einem klassenübergreifenden Wahlkurs Theater.

## Mädchenpädagogik
Aus seiner Geschichte heraus ist das Max-Josef-Stift der Tradition verpflichtet, Mädchen eine moderne und ihren Bedürfnissen angepasste Förderung angedeihen zu lassen. Ziel ist es dabei, die Schülerinnen jenseits von Rollenklischees und einseitigen Geschlechterzuschreibungen zu eigenständigen und verantwortungsvollen Persönlichkeiten herauszubilden

### Förderung in MINT-Fächern
Je nach Jahrgangsstufe werden in den MINT-Fächern unterschiedliche Wahlkurse, Projekte und Exkursionen durchgeführt, die den Schülerinnen den Zugang zu diesen Fächern erschließen und sie zu eigenständigem Experimentieren und Forschen anleiten sollen.
Die Schülerinnen werden ferner dazu ermutigt, an diversen Wettbewerben in diesen Fächern teilzunehmen. In diesem Rahmen erhielten Schülerinnen des Max-Josef-Stifts zahlreiche Auszeichnungen, so z. B. im Rahmen der International Science Olympiade, der Biologie-Olympiade, der Chemie-Olympiade, des Wettbewerbs „Experimente antworten“, des Siemens-Preises, des Hans-Riegel-Fachpreises für Chemie sowie des „Jugend forscht“-Programms der Bundesregierung. Ferner erhielt das Max-Josef-Stift als Anerkennung seiner besonderen Förderung von Schülerinnen im Fach Chemie die Schulförderung durch den Fonds der Chemischen Industrie.

### „Social Skills“- Programm
Um die Schülerinnen bei der Entwicklung persönlicher und sozialer Schlüsselkompetenzen zu unterstützen, setzt das Max-Josef-Stift ein Präventions- und Lebenskompetenz-Programm um, das die Schülerinnen in jeder ihrer Entwicklungsphasen gezielt stärken soll. Hierzu gehören u. a. die Projekte Erwachsen Werden (entwickelt im Auftrag von Lion´s Quest), Sei g´scheit im digitalen Leben (entwickelt von der Bayerischen Polizei), Body Talk (ein Projekt zur Prävention von Essstörungen), 8ung Leben (ein Projekt zur Suchtprävention, entwickelt in Zusammenarbeit mit ConDrobs), Sichere Wiesn (durchgeführt von Sozialpädagoginnen von Amyna), u. a.

### Weitere mädchenpädagogische Projekte
Das Max-Josef-Stift ist mit seinen Schülerinnen jährlich am Aktionstag „Girl´s Day“ präsent, der Mädchen für technische und naturwissenschaftliche Berufe begeistern soll. Im Rahmen des Faches Wirtschaft und Recht nehmen die Schülerinnen an zahlreichen Wettbewerben und Planspielen teil, u. a. am „Börsenplanspiel“ der Stadtsparkasse München und am Unternehmensplanspiel „Play the Market“ des Bildungswerkes der Bayerischen Wirtschaft. Im Rahmen der Fächer Geschichte und Sozialkunde wurden Schülerinnen u. a. mehrfach für den „History Club“ der Ludwig-Maximilians-Universität ausgewählt, bewarben sich für das Europäische Jugendparlament und nahmen an einem „Digitalen Europatag“ mit einer Europaabgeordneten teil. Auch darüber hinaus bindet die Schule diverse mädchenpädagogische Projekte und Aktionen in den Schulalltag ein. So konnte im Jahr 2021 die Ausstellung „Wondergirls – Unsere Reise zu den mutigsten Mädchen der Welt“ im Schulhaus gezeigt werden.

## Ganztagesangebot („Tagesheim“) und Internat

### Das Tagesheim
Die Schülerinnen können auf Wunsch am kostengünstigen Ganztagesangebot der Schule teilnehmen, am sogenannten „Tagesheim“. Hier erhalten sie ein in der schuleigenen Küche frisch zubereitetes Mittagessen sowie eine Hausaufgabenbetreuung („Studierzeit“) durch Lehrkräfte der Schule. Ein integriertes Zusatzprogramm bietet Nachhilfe durch die Lehrkräfte, Freizeitbeschäftigungen sowie eine Teepause an. Das Tagesheim verfügt über ca. 110 Plätze.

### Das Internat
Das Internat (aktuelle Leitung: Christa Cuomo), dessen Gebäude unmittelbar an das Schulgebäude angegliedert ist, verfügt über rund 65 Plätze. Die Schülerinnen sind in Doppelzimmern, in älteren Jahrgangsstufen auch in Einzelzimmern untergebracht. Sie nehmen am Ganztagesangebot der Schule teil, werden darüber hinaus aber noch in einer zusätzlichen Studierzeit beim Lernen betreut. Schwerpunkte in der Freizeit sind Instrumentalgruppen, Bewegungskünste (Majostics), Ballsport, Aerobic, Tanz, Theater, Tischtennis, Kicker, Billard und kreatives Gestalten im Atelier. Aufgrund des musischen Schwerpunktes der Schule wird den Internatsschülerinnen zudem an drei Tagen in der Woche betreutes Musiküben angeboten.

## Stützpunktschule für Bewegungskünste

### Die „Majostics“
Das Max-Josef-Stift bietet aktuell einen außergewöhnlichen Wahlunterricht in Bewegungskünsten, d. h. in Akrobatik und Artistik an. Dieser Wahlunterricht steht allen Schülerinnen von der 5. bis zur 12. Jahrgangsstufe offen, er wird jahrgangsübergreifend durchgeführt und integriert auch externe Kinder und Jugendliche als Teilnehmer. Das Programm wurde von Suzan Adams, einer Lehrerin der Schule, unter dem Namen „Majostics“ (einem Akronym für Max-Josef-Stift) als ganzheitliches, künstlerisch-ästhetisches Gesamtprojekt konzipiert, bei der die Bewegungskünste eine Begegnung mit Literatur, Musik, Theater, Philosophie, Religion, Politik und Geschichte eingehen. 2006 erhielt die Schule die Auszeichnung „Stützpunktschule für Bewegungskünste“ durch das Bayerische Staatsministeriums für Unterricht und Kultus. In Zusammenarbeit mit dem Kultusministerium verwirklichen die „Majostics“ zudem seit 2012 die Inklusion mit der Stiftung Pfennigparade.
Die „Majostics“ erhielten für ihre großangelegten öffentlichen Aufführungen und ihr Engagement für Inklusion und Demokratie zahlreiche Preise auf bayerischer, bundesdeutscher und europäischer Ebene.

## Umweltschule
UmweltschuleDas Max-Josef-Stift wird seit dem Jahr 2011 jährlich mit der Auszeichnung „Umweltschule in Europa“ durch das Bayerische Staatsministerium für Umwelt und Gesundheit geehrt. Umweltbildung nimmt an der Schule eine große Rolle ein und manifestiert sich zum einen in den schulinternen wie -externen Aktionen des Wahlkurs-Teams kliMaxJS. Hierzu gehören u. a. die Ausbildung von „Energiemanagerinnen“ in jeder Klasse, die Durchführung von Gesundheits- und Nachhaltigkeitswochen und das Betreiben einer eigenen Website mit Anregungen für den praktischen Klimaschutz. Darüber hinaus ist Umweltpädagogik fächerübergreifend im Unterricht präsent und wird beim Energiesparen und der Mülltrennung innerhalb des Schulgebäudes effizient umgesetzt.

## Schulpartnerschaften
Es besteht eine Schulpartnerschaft mit dem Mädcheninternat für Töchter von Mitgliedern der französischen Ehrenlegion in Saint-Denis. Diese Schule diente zur Zeit der Gründung der Schule als fortschrittliches Vorbild für die Mädchenbildung (siehe Geschichte der Schule). Der Austausch findet in der Oberstufe jährlich mit gegenseitigen Besuchsgruppen statt. Über die Jahre des Zweiten Weltkriegs war diese Verbindung fast in Vergessenheit geraten. Erst in den 1990er Jahren besannen sich einige Französisch-Lehrerinnen des Max-Josef-Stifts auf die historischen Wurzeln ihres Arbeitsortes und nahmen Kontakt mit der „Maison d’Education de la Légion d’Honneur“ in St. Denis auf. Aus diesen ersten Begegnungen hat sich ein regelmäßiger Austausch entwickelt, der zudem gemeinsame musikalische und andere Darbietungen beinhaltet.

## Zur Geschichte der Schule und ihrer Gebäude
Vorbild für die Schulgründung waren die Maisons d'éducation de la Légion d'honneur, Anfang des 19. Jahrhunderts von Napoleon ins Leben gerufene Mädcheninternate für die Töchter der französischen Ehrenlegionäre in Écouen und Saint-Denis. Unter dem Einfluss aufklärerischer Konzepte, der in Bayern insbesondere durch den Außen- und Innenminister Maximilian von Montgelas personifiziert war, schuf der Staat in München eine höhere Schule für Mädchen, die zunächst Maximilians-Stift hieß. Finanziert wurde die Schule hauptsächlich über das Vermögen der Englischen Fräulein, das im Zuge der Säkularisation enteignet worden war. Zunächst sollte das Maximilians-Stift sogar das Gebäude der geschlossenen Schule der Englischen Fräulein beziehen, das der Staat übernommen hatte; dazu kam es allerdings nicht. Konzipiert als Höhere Töchterschule, unterstand es unmittelbar Montgelas als Innenminister. Erste Schulleiterin war Thérèse Chardoillet, zuvor Lehrerin im Mädcheninternat für Töchter der Ehrenlegionäre in Écouen.
Das Lehrpersonal bestand aus Staatsbeamten. Der Lehrplan unterschied sich von den geschlossenen kirchlichen Schulen nur insofern, als Fremdsprachen größeren Raum einnahmen; Sprachen und Religion lehrten teilweise männliche Gymnasiallehrer. Zunächst wurden die meisten Fächer in französischer Sprache unterrichtet, jedenfalls bis 1830, als Chardoillets Direktorat endete. Zu Beginn wurden 60 Schülerinnen aufgenommen. Die Einrichtung stand damals ausschließlich Mädchen aus Kreisen des Adels, des Offizierskorps und der höheren Beamtenschaft offen, wobei die Konfession keine Rolle spielte (sowohl Katholikinnen als auch Lutheranerinnen waren zugelassen).
In den Jahren 1837 bis 1841 erbaute Friedrich von Gärtner in der Münchner Ludwigstraße ein neues Gebäude, das die Schule beinahe hundert Jahre lang beherbergte (siehe Kurt-Huber-Platz 2). 1856 erhielt die Mädchenschule durch Beschluss des bayerischen Königs Maximilian II. den Namen „Max-Joseph-Stift“; Gärtners Schulbau ist noch heute unter diesem Namen bekannt. 1938 nahmen jedoch die Nationalsozialisten das Gebäude und das umliegende Grundstück in Beschlag. Auf dem Grund entstand der Neubau des Hauses des Deutschen Rechts; das Max-Joseph-Stift wurde in die Planungen einbezogen. Die Schule zog um in ihr heutiges Schulhaus in Bogenhausen, Mühlbaurstraße 15. Nach Beginn des Zweiten Weltkriegs wurde der Unterricht eingestellt und ein Lazarett in dem Bogenhausener Schulhaus untergebracht. 1946 übernahm die United Nations Relief and Rehabilitation Administration (UNRRA) das Haus und betrieb dort ein Krankenhaus für Überlebende der deutschen Konzentrationslager. Der Schulunterricht des Max-Josef-Stifts fand in dieser Zeit im Kloster Beuerberg statt. Als 1951 das Krankenhaus geschlossen wurde, kehrte die Schule nach Bogenhausen zurück. Im alten Max-Joseph-Stift an der Ludwigstraße befinden sich heute Einrichtungen des Juristischen Seminars der Ludwig-Maximilians-Universität München.

### Die Schule
Die Schule wurde am 27. Mai 1813 von König Maximilian I. Joseph in dem Bestreben gegründet, erstmals Mädchen eine höhere Bildung im säkularisierten neuen Königreich Bayern angedeihen zu lassen. Unter dem Einfluss aufklärerischerKonzepte, vertreten insbesondere durch den Außen- und Innenminister Maximilian von Montgelas, schuf der Staat in München diese „Königliche Erziehungs-Anstalt für Töchter aus höheren Ständen“, die zunächst „Maximilians-Stift“ hieß. Erst 1856 erhielt die Schule durch Beschluss des bayerischen Königs Maximilian II. dann den Namen „Max-Joseph-Stift“.
Vorbild für die Schulgründung waren die in ihrer Zeit fortschrittlichen Maisons d’éducation de la Légion d’honneur, Anfang des 19. Jahrhunderts von Napoleon ins Leben gerufene Mädcheninternate für die Töchter der französischen Ehrenlegionäre in Écouen und Saint-Denis. Die Schule in St. Denis ist bis heute Partnerschule des Max-Josef-Stift geblieben. Konzipiert als Höhere Töchterschule unterstand es unmittelbar Montgelas als Innenminister. Erste Schulleiterin war Thérèse Chardoillet, die zuvor Lehrerin im Mädcheninternat für Töchter der Ehrenlegionäre in Écouen gewesen war.
Zu Beginn wurden 60 Schülerinnen aufgenommen. Die Einrichtung stand damals ausschließlich Mädchen aus Kreisen des Adels, des Offizierskorps und der höheren Beamtenschaft offen, wobei die Konfession keine Rolle spielte (sowohl Katholikinnen als auch Lutheranerinnen waren zugelassen).
Das Lehrpersonal bestand aus Staatsbeamten. Der Lehrplan unterschied sich von den damals zunächst geschlossenen kirchlichen Schulen insofern, als Fremdsprachen größeren Raum einnahmen; Sprachen und Religion lehrten teilweise männliche Gymnasiallehrer. Die meisten Fächer wurden (noch bis ins 20. Jahrhundert hinein) in französischer Sprache unterrichtet.
Wichtige geschichtliche Impressionen des Gymnasiums Max-Josef-Stift sind neben den intensiven Beziehungen zum bayerischen Königshaus zahlreiche Ausflüge der Schülerinnen in ihrer Schultracht unter anderem durch Schwabing, nach Grünwald oder auch ins Voralpengebiet, festgehalten von Malern wie Spitzweg und Werefkin.
Noch heute erforscht das hauseigene Archiv besonders intensiv die Geschichte der Schule im Nationalsozialismus, als z. B. die unbeugsame Direktorin Gräfin v. Lambsdorff aufgrund der Gleichschaltung und der Rassengesetze mit einem Protestbrief ihren Dienst quittierte. Alteingesessenen Münchner ist das Stift auch noch aus Kriegszeiten ein Begriff: Schülerinnen des Stifts retteten vom nahegelegenen Georgianum aus im März 1943 bei den schweren Luftangriffen auf die Staatsbibliothek als Teil der Menschenkette die dortigen Bestände.
Zahlreiche Dokumente und produktive Rezeptionen zur NS-Zeit, insbesondere zum NS-Schulalltag, Kriegsdienst, Schicksal von jüdischen Mitschülerinnen und der Bombardierung der Schule finden sich im zweiten Band der Festschrift zum 200. Jubiläum.

### Die Schulgebäude
Vorerst befanden sich die Räumlichkeiten der Schule in einem Palais von Cuvillié am Münchner Oberanger, doch in den Jahren 1837 bis 1841 erbaute Münchens damals (neben Leo von Klenze) wohl berühmtester Architekt Friedrich von Gärtner in der Ludwigstraße (heute Professor-Huber-Platz) ein Gebäude, welches die Mädchenschule beinahe einhundert Jahre lang beherbergte. Gärtners Schulbau ist noch bis jetzt unter diesem Namen bekannt, allerdings ist heute in dem ehemaligen Schulgebäude das Juristische Seminar der Ludwig-Maximilians-Universität München untergebracht.
1938 nahmen jedoch die Nationalsozialisten das Gebäude und das umliegende Grundstück in Beschlag. Auf dem Grund entstand der Neubau des Hauses des Deutschen Rechts; das Max-Joseph-Stift zog um in sein heutiges Schulhaus in Bogenhausen, Mühlbaurstraße 15. Nach Beginn des Zweiten Weltkriegs wurde der Unterricht eingestellt und ein Lazarett in dem Bogenhausener Schulhaus untergebracht. 1946 übernahm die United Nations Relief and Rehabilitation Administration (UNRRA) das Haus und betrieb dort ein Krankenhaus für Überlebende der deutschen Konzentrationslager. Der Schulunterricht des Max-Josef-Stifts fand in dieser Zeit im Kloster Beuerberg statt. Als 1951 das Krankenhaus geschlossen wurde, kehrte die Schule nach Bogenhausen zurück. Im alten Max-Joseph-Stift an der Ludwigstraße befinden sich heute Einrichtungen des Juristischen Seminars der Ludwig-Maximilians-Universität München.